# Hervé Banti
Hervé Banti (Ollioules, 26 maart 1977) is een triatleet uit Monaco. Hij nam namens zijn vaderland deel aan de Olympische Spelen (2012) in Londen, waar hij eindigde op de 49ste plaats in de eindrangschikking met een tijd van 1:52.42. 